# Jürgen Heinsch
Jürgen Heinsch (Lübeck, 1940. július 4. – 2022. július 14.) olimpiai bronzérmes keletnémet válogatott német labdarúgó, kapus, edző.

## Pályafutása

### Klubcsapatban
Az Einhelt Rostock, majd az Empor Rostock korosztályos csapatában kezdte a labdarúgást. 1958 és 1971 között az Empor, majd Hansa Rostock labdarúgója volt.

### A válogatottban
1963 és 1965 között hét alkalommal szerepelt a keletnémet válogatottban. Az Egyesült Német Csapat tagjaként bronzérmet szerzett az 1964-es tokiói olimpián.

### Edzőként
1972 és 1985 között folyamatosan edzőként dolgozott a Hansa Rostock csapatánál. 1972 és 1978 illetve 1979 és 1981 között segédedző volt. 1978–79-ben illetve 1981 és 1985 között a csapat vezetőedzőjeként tevékenykedett. 1993–94-ben visszatért a csapathoz és ismét vezetőedző volt.

## Sikerei, díjai
Egyesült Német Csapat
- Olimpiai játékok
  - bronzérmes: 1964, Tokió

## Statisztika

### Mérkőzései a válogatottban
| NDK | NDK                 | NDK                                   | NDK          | NDK      | NDK          | NDK           | NDK   | NDK     |
| #   | Dátum               | Helyszín                              | Hazai        | Eredmény | Vendég       | Kiírás        | Gólok | Esemény |
| --- | ------------------- | ------------------------------------- | ------------ | -------- | ------------ | ------------- | ----- | ------- |
| 1.  | 1963. szeptember 4. | Magdeburg, Ernst Grube Stadion        | NDK          | 1 – 1    | Bulgária     | barátságos    | -     |         |
| 2.  | 1963. október 19.   | Kelet-Berlin, Walter Ulbricht Stadion | NDK          | 1 – 2    | Magyarország | NEK-selejtező | -     |         |
| 3.  | 1963. november 3.   | Budapest, Népstadion                  | Magyarország | 3 – 3    | NDK          | NEK-selejtező | -     |         |
| 4.  | 1963. december 17.  | Rangun, Bogyoke Aung San Stadion      | Burma        | 1 – 5    | NDK          | barátságos    | -     |         |
| 5.  | 1964. január 12.    | Colombo, Sugathadasa Stadion          | Ceylon       | 1 – 12   | NDK          | barátságos    | -     |         |
| 6.  | 1964. február 23.   | Accra, Accra Sportstadion             | Ghána        | 3 – 0    | NDK          | barátságos    | -     | 46' 58' |
| 7.  | 1965. szeptember 4. | Várna, Jurij Gagarin Stadion          | Bulgária     | 3 – 2    | NDK          | barátságos    | -     | 65'     |
|     | Összesen            |                                       |              | 7        | mérkőzés     |               | 0     | gól     |